# Jean-Louis Colliot-Thélène

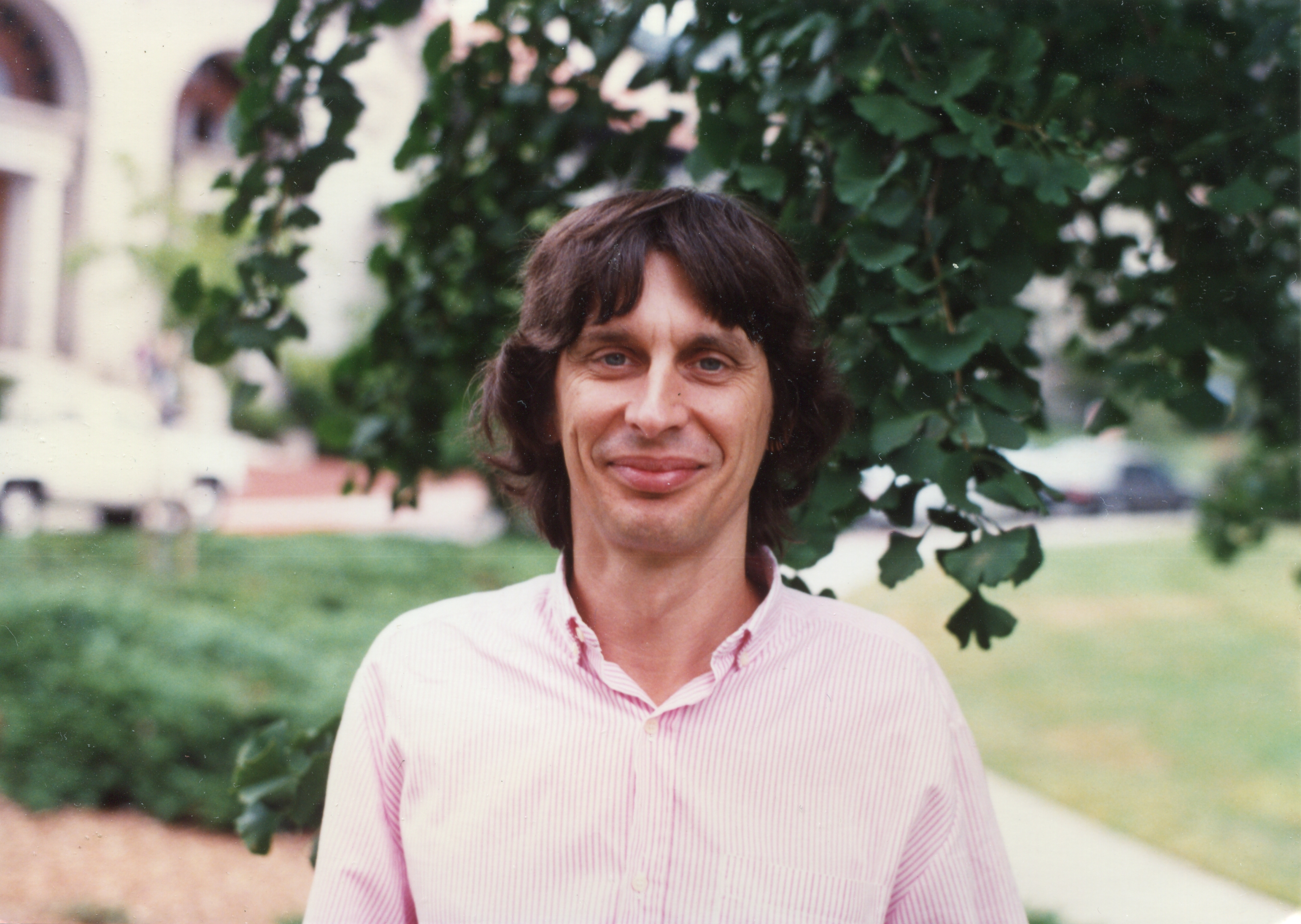
Jean-Louis Colliot-Thélène in Berkeley, 1989

Jean-Louis Colliot-Thélène (Quimper, 2 december 1947) is een Frans wiskundige die werkt aan getaltheorie en algebraïsche meetkunde, vooral rationale punten van algebraïsche variëteiten van hogere dimensie.

## Opleiding
Jean-Louis Colliot-Thélène studeerde van 1966 tot 1970 aan de École normale supérieure. In 1968 kreeg hij zijn DEA-Diploma bij Claude Chevalley en Pierre Samuel. In 1969 behaalde hij zijn Agrégation. In 1969/70 en in 1982 werkte hij aan de University of Cambridge bij Peter Swinnerton-Dyer. In de jaren 70 was hij vorser aan het Centre national de la recherche scientifique. In 1978 promoveerde hij bij André Néron aan de Universiteit Parijs-Zuid te Orsay op het proefschrift Contributions à l’étude des points rationnels de certaines variétés algébriques.

## Onderzoek
Vanaf 1984 was hij onderzoeksdirecteur aan het CNRS te Orsay. In 1986 sprak hij op uitnodiging van het Internationaal Wiskundecongres over Arithmétique des variétés rationnelles et problèmes birationnels.
In 1990 was hij buitengewoon hoogleraar aan de University of California, Berkeley. In 1991 werkte hij aan de Harvard University. In 1998 werkte hij aan het Isaac Newton Institute te Cambridge. In 2003 gaf hij de Sackler Lectures te Tel Aviv. In 2006 was hij Clay Senior Research Fellow aan het Mathematical Sciences Research Institute (MSRI) van de University of California, Berkeley. Hij was gastprofessor te Moskou, Lausanne, Dortmund en meermaals aan het Tata Institute of Fundamental Research te Mumbai.

## Onderscheidingen
- Medaille Albert Châtelet in 1980
- Prijs "Charles de Freycinet" van de Franse Académie des sciences in 1985
- Prix Fermat van de Universiteit van Toulouse in 1991
- Grote prijs Léonid Frank van de Franse Académie des sciences in 2009
- Fellow van de American Mathematical Society in 2012[3]